# João Jaquité
João Lamine Jaquité (Bissau, 22 febbraio 1996) è un calciatore guineense, centrocampista del Sanem.

## Caratteristiche tecniche
È un mediano.

## Carriera

### Club
Cresciuto nel settore giovanile del Tondela, ha esordito in prima squadra il 20 dicembre 2015 disputando l'incontro di Primeira Liga perso 3-1 contro il Vitória Setúbal.

### Nazionale
Ha partecipato alla Coppa d'Africa nel 2019 e nel 2021.